# جون ستيوارت (لاعب هوكي الجليد)
جون ستيوارت هو لاعب هوكي الجليد كندي، ولد في 16 مايو 1950 في إريكسديل ‏ في كندا.

## وصلات خارجية
- جون ستيوارت (لاعب هوكي الجليد) على موقع دوري الهوكي الوطني (الإنجليزية)
- جون ستيوارت (لاعب هوكي الجليد) على موقع قاعة مشاهير الهوكي (لاعب أن.إتش.أل) (الإنجليزية)
- جون ستيوارت (لاعب هوكي الجليد) على موقع EliteProspects.com (الإنجليزية)
- جون ستيوارت (لاعب هوكي الجليد) على موقع HockeyDB.com (الإنجليزية)
- جون ستيوارت (لاعب هوكي الجليد) على موقع Hockey-Reference.com (الإنجليزية)